# 33856 Rutuparekh
33856 Rutuparekh este o planetă minoră (asteroid), cu un diametru de 4,502 km, din centura de asteroizi. A fost descoperită pe 27 aprilie 2000 la Stația Anderson Mesa de Lowell Observatory Near-Earth-Object Search. 
Obiectul prezintă o orbită caracterizată de o semiaxă mare de 2,4733484 UAi, o excentricitate de 0,14, o înclinație de 3,74969 ° în raport cu ecliptica.